# World of Final Fantasy
World of Final Fantasy est un jeu vidéo de la saga Final Fantasy, développé par Square Enix et TOSE et édité par Square Enix, commercialisé fin octobre 2016 sur les consoles PlayStation 4 et PlayStation Vita en sortie mondiale. Il est initialement annoncé lors de l'Electronic Entertainment Expo 2015, durant la conférence de presse de Sony. Le jeu est également sorti le 6 novembre 2018 sur Nintendo Switch et Xbox One en téléchargement uniquement.

## Scénario
Le jeu suit deux personnages dans un monde appelé Grymoire. Lann et Reynn, deux jumeaux, ont perdu la mémoire et plongent dans un étrange monde parallèle dans l'espoir de retrouver leurs souvenirs perdus. Un personnage féminin énigmatique, qui se présente comme une divinité, leur révèle qu'ils doivent capturer les myrages qu'ils possédaient autrefois pour que leur passé resurgisse ainsi que leur famille. Ils apprennent qu'une prophétie semble avoir annoncé leur venue, et très vite, ils se retrouvent à la recherche de quatre clefs dispersées aux quatre coins du monde comme le raconte la fameuse prophétie. Les choses semblent cependant se dérouler de façon bien trop simple.
De nombreux personnages de la série Final Fantasy apparaissent au cours de l'histoire : le Guerrier de la Lumière et la princesse Sarah (de Final Fantasy I), Refia (de Final Fantasy III), Rydia (de Final Fantasy IV), Bartz Klauser, Boko, Faris Scherwiz, Gilgamesh et Enkidu (de Final Fantasy V), Terra Branford, Edgar Roni Figaro, Celes Chere et Orthros (de Final Fantasy VI), Cloud Strife, Tifa Lockhart et Shelke Rui (de Final Fantasy VII et la compilation de FFVII), Squall Leonhart et Quistis Trèpe (de Final Fantasy VIII), Bibi et Eiko Carol (de Final Fantasy IX), Tidus, Yuna et Rikku (de Final Fantasy X), Shantotto (de Final Fantasy XI), Lightning et Snow Villiers (de Final Fantasy XIII) ainsi que Sherlotta (de Final Fantasy Crystal Chronicles: Echoes of Time).

## Système de jeu
Le joueur est amené à rencontrer des créatures issues des précédents Final Fantasy, appelées dans cet univers myrages, qu'il collectionnera au fil de son aventure. Plus de 200 myrages peuvent être rencontrés au cours du jeu. Les myrages participent au combat en tant que membre d'équipe, et peuvent former avec les jumeaux des pyramides qui permettent de combiner compétences et PV de trois unités de l'équipe, à raison d'un petit, un moyen et un grand. Les jumeaux peuvent changer de taille à tout moment et passer de Lilipuce (M) à Gigantus (G), ce qui varie les combinaisons possibles.
Le jeu utilise le système de combat ATB (Active Time Battle), utilisé dans les précédents Final Fantasy, dans une version remise au goût du jour. Visuellement, le jeu propose une interface de combat de style classique ou plus moderne au choix.
L'évolution des myrages se fait par un sphérier avec des compétences à débloquer à la manière de Final Fantasy X. Certaines compétences permettent de franchir des obstacles du décor, en les brûlant ou en les survolant par exemple. Les myrages peuvent évoluer ou revenir à une forme précédente à volonté.

## Doublage
Le doublage japonais fait appel à de nombreux seiyū connus tels que Kana Hanazawa, Toshihiko Seki, Yōko Hikasa (Refia), Rie Tanaka (Pharis), Kazuya Nakai (Gilgamesh), Shinichiro Miki (Edgar), Ayumi Itō (Tifa), Hideo Ishikawa (Squall), Miyuki Sawashiro (Quistis), Ikue Ōtani (Vivi), Masakazu Morita (Tidus), Mayuko Aoki (Yuna), Megumi Hayashibara (Shantotto), Māya Sakamoto (Lightning), Daisuke Ono (Snow), Marina Inoue (Sherlotta), Eri Kitamura et Keiko Han, entre autres. La plupart d'entre eux reprennent les rôles incarnés dans Dissidia ou Kingdom Hearts, ou bien dans leurs jeux d'origine.

## Accueil
Le jeu a reçu des critiques généralement positives. L'hebdomadaire japonais Famitsu lui a attribué la note de 36/40 dans sa Cross Review et l'agrégateur de critiques américain Metacritic a noté une moyenne de 78/100 pour le jeu. Jeuxvideo.com a gratifié le jeu d'un 18/20 et Gameblog l'a noté 8/10, tandis que Gamekult lui a attribué un 6/10 Sélec.